# Costa d'Avorio ai Giochi della XXI Olimpiade
La Costa d'Avorio partecipò ai Giochi della XXI Olimpiade che si sono svolti a Montréal dal 17 luglio al 1º agosto 1976, con una delegazione di otto atleti impegnati nell'atletica leggera. La Costa d'Avorio, alla sua quarta partecipazione ai Giochi, fu, insieme al Senegal, una delle due nazioni africane che non aderirono al boicottaggio attuato per protesta contro la presenza della Nuova Zelanda, accusata di intrattenere relazioni sportive con il Sudafrica da tempo escluso dai Giochi per la sua politica di apartheid.
Per la prima volta la squadra olimpica ivoriana ebbe anche una rappresentanza femminile: si trattò della giovanissima Céléstine N'Drin, che compì 13 anni durante i Giochi e gareggiò nei 400 e negli 800 metri.